# Andrew Madley
Andrew (Andy) Madley (Huddersfield, 5 september 1983) is een Engels voetbalscheidsrechter. Hij is in dienst van FIFA en UEFA sinds 2020. Ook leidt hij sinds 2019 wedstrijden in de Premier League. Hij is de oudere broer van scheidsrechter Robert Madley.
Op 31 maart 2018 leidde Madley zijn eerste wedstrijd in de Engelse nationale competitie. Tijdens het duel tussen Watford en Bournemouth (2–2) trok de leidsman viermaal de gele kaart. In Europees verband debuteerde hij tijdens een wedstrijd tussen Sileks Kratovo en FC Drita in de tweede voorronde van de Europa League; het eindigde in 0–2 en Madley gaf zeven gele kaarten, waarvan twee aan dezelfde speler. Zijn eerste interland floot hij op 11 oktober 2020, toen Kosovo met 0–1 verloor van Slovenië in een wedstrijd om de Nations League 2020/21. Haris Vučkić zorgde voor het enige doelpunt en tijdens dit duel gaf Madley drie gele kaarten, aan Leart Paqarada en Elbasan Rashani (beiden Kosovo) en aan de Sloveen Petar Stojanović.

## Interlands
| Datum             | Plaats                        | Wedstrijd                  | Uitslag | Competitie             | Kreeg geel | Kreeg voor de tweede keer geel en dus rood | Weggestuurd |
| ----------------- | ----------------------------- | -------------------------- | ------- | ---------------------- | ---------- | ------------------------------------------ | ----------- |
| 11 oktober 2020   | Pristina, Kosovo              | Kosovo – Slovenië          | 0 – 1   | Nations League 2020/21 | 3          | 0                                          | 0           |
| 8 oktober 2021    | Riga, Letland                 | Letland – Nederland        | 0 – 1   | WK 2022 kwalificatie   | 0          | 0                                          | 0           |
| 10 juni 2022      | Chisinau, Moldavië            | Moldavië – Letland         | 2 – 4   | Nations League 2022/23 | 3          | 0                                          | 0           |
| 15 juni 2023      | Toyota, Japan                 | Japan – El Salvador        | 6 – 0   | Vriendschappelijk      | 1          | 0                                          | 1           |
| 12 september 2023 | Newcastle upon Tyne, Engeland | Zuid-Korea – Saoedi-Arabië | 1 – 0   | Vriendschappelijk      | 3          | 0                                          | 0           |
| 7 juni 2024       | Warschau, Polen               | Polen – Oekraïne           | 3 – 1   | Vriendschappelijk      | 3          | 0                                          | 0           |

Laatst bijgewerkt op 26 juni 2024.